# Vorsteuerkonto
Das Vorsteuerkonto ist ein Konto der Finanzbuchhaltung, auf dem die abzugsfähige Vorsteuer bei einer bezogenen Leistung verbucht wird. Der Sache nach stellt die Vorsteuer eine Forderung gegen die Finanzverwaltung auf Erstattung der Vorsteuer dar. Es handelt sich um ein aktives Bestandskonto.

## Buchhaltung
In der Regel werden mehrere Vorsteuerkonten für unterschiedliche Steuersätze geführt, deren Kontonummern in der Finanzbuchhaltung je nach verwendeten Kontenrahmen variieren.
Beispiel: Ein zum vollen Vorsteuerabzug berechtigter Unternehmer kauft Waren im Wert von 11.900 EUR auf Rechnung ein. Der Buchungssatz lautet wie folgt:
```
Wareneinkauf 10.000 EUR (netto)
Vorsteuer 19% 1.900 EUR
an Lieferantenkonto 11.900 EUR (brutto)
```

## Abschluss der Vorsteuerkonten
Zum Jahresabschluss werden die Salden der Vorsteuer- und  Umsatzsteuerkonten auf das Umsatzsteuer-Zahllastkonto umgebucht. Ergibt sich nach der Umbuchung ein Sollsaldo, besteht ein Vorsteuerüberschuss, der von der Finanzverwaltung erstattet wird. Ergibt sich nach der Umbuchung ein Habensaldo, handelt es sich um eine Umsatzsteuerzahllast, die an die Finanzverwaltung abzuführen ist. Unterjährig wird zur Abgabe der Umsatzsteuervoranmeldung keine Umbuchung vorgenommen, sondern der Saldo über die Vorsteuer- und Umsatzsteuerkonten statistisch ermittelt.